# I figli della strada
I figli della strada (L'Enfer des anges) è un film del 1941 diretto da Christian-Jaque.

## Trama
Lucien viene picchiato e poi abbandonato dal padre. Colpito da amnesia, viene trovato da Lucette, che è scappata da un riformatorio. Lucien e Lucette cercano così di ambientarsi in un quartiere della parte orientale di Parigi.